# هوملند (مجموعه تلویزیونی)
هوملند (انگلیسی: Homeland)، سریال تلویزیونی آمریکایی دلهره‌آور روان‌شناختی-سیاسی و جاسوسی است که الکس گانسا و هاوارد گوردون برای شبکه شوتایم تولید کرده‌اند. این سریال، بر پایه سریال تلویزیونی اسراییلی اسیران جنگی به تهیه‌کنندگی جدعون راف است.
کِلر دِینز در این سریال در نقش کِری مَتیسون بازی می‌کند. متیسون، افسر عملیاتی سی‌آی‌اِی که در تحقیقاتش در عراق به افسر تازه‌رهاشده از دست القاعده مشکوک می‌شود. او عقیده دارد که این افسر از لحاظ روانی تغییر کرده و به دشمن متمایل شده تا به امنیت ملی صدمه بزند.
این سریال در ایالات متحده، در شبکهٔ کابلی شوتایم پخش شده و از سوی فاکس ۲۱ تولید شده‌است. این سریال از ۲ اکتبر ۲۰۱۱ پخش شد و ۲۶ آوریل ۲۰۲۰ با ۸ فصل و ۹۶ قسمت به پایان رسید. ۲۲ اکتبر ۲۰۱۲، مسئولان شبکه شوتایم اعلام کردند که مجموعه را برای فصل نهم ادامه می‌دهند.
این سریال، در کل با دیدگاه‌ها و بازخوردهای مثبت روبه‌رو شده و برنده چندین جایزه، مانند امی بهترین سریال درام، بهترین بازیگر مرد و بهترین بازیگر زن سریال درام در ۲۰۱۲، و گلدن گلوب بهترین سریال تلویزیونی درام در ۲۰۱۲ شده‌است.

## داستان کلی

### فصل اول
این فصل، دربارهٔ کارهای ضدجاسوسی و شناسایی کری متیسون، افسر عملیاتی سازمان اطلاعات مرکزی است که پس‌از عملیاتی بی‌مجوز در عراق، مجبور به استعفا و بازگشت به مرکز مبارزه با تروریسم در لانگلی شده‌است. وی در زمان عملیاتش در عراق توسط تروریست محکومی که قرار است تا لحظاتی بعد اعدام شوداز این موضوع مطلع می‌شود که در زندان القاعده یک سرباز آمریکایی محبوس است که شستشوی مغزی شده‌است. وی در ابتدا موضوع را غیر مهم می‌داند اما بعدها با آزادی یکی از سربازان آمریکایی که هشت سال توسط القاعده در عراق و افغانستان اسیر بوده، موضوع را به جریان می‌اندازد. وی، بر پایه گفته‌های خبرچینش، معتقد است که این سرباز به سمت القاعده گرایش پیدا کرده تا مقاصد ابونظیر، رئیس کنونی القاعده -پس از مرگ اسامه بن لادن- را در آمریکا برآورده سازد و به امنیت ملی آسیب وارد کند. متیسون در راه اثبات نظریاتش با مشکلاتی اعم از عملیات غیرقانونی شنود علیه افسر آمریکایی و مشکلات روانی خودش دست به گریبان است. در این راه تنها «سال برنسون»، رئیس بخش خاورمیانه سازمان اطلاعات مرکزی و یکی از دوستان سابقش وی را یاری می‌کند. در هر حال دولت تصمیم می‌گیرد تا برودی، سرباز آمریکایی اسیر شده در عراق را در پی بازگشت به آمریکا به عنوان یک قهرمان ملی معرفی کند.
کری با آگاهی از این موضوع که امکان ندارد بتواند به روسایش جاسوس بودن برودی را ثابت کند، بدون اطلاع سال برنسون، شنودها و دوربین‌هایی در منزل برودی کارمی‌گذارد. پس از آنکه سال از این کار بدون هماهنگی و غیرقانونی متیسون آگاه می‌شود او را مجبور می‌کند که شنودها و دوربین‌ها را از خانه برودی بردارد. متیسون برای اینکه نتیجه بهتری به‌دست‌آورد تصمیم می‌گیرد که شخصاً به برودی نزدیک شود و با این هدف با او رابطه عاشقانه برقرار می‌کند اما نمی‌تواند مدرکی به‌دست‌آورد. در نهایت برودی با همکاری ابونظیر طراحی اقدامی تروریستی را آغاز می‌کند. اما در لحظه آخر بخاطر دخترش که متیسون وی را وادار به این کار کرده‌است، از انجام کار سرباز می‌زند.

### فصل ۲ (۲۰۱۲)
در فصل دوم کری که از کار در سیا کنار گذاشته شده بود، مجدداً به‌کار فراخوانده می‌شود تا با همکاری برودی ابونظیر را دستگیر نمایند. فیلم ویدئویی که برودی قبل از انجام عملیات انتحاری ضبط کرده بود در لبنان به دست کری متیسون می‌افتد و وی با همکاری «سال» و تحلیل‌گر جدید تیم، پیتر کوئین، برودی را به مأمور دوجانبه تبدیل کرده و وی را وادار به همکاری می‌کنند. برودی در سیا اعتراف کرده و حاضر می‌شود تا دوسره بازی کند. این کار با افزایش محبوبیت وی به عنوان عضو کنگره و معاون ریاست جمهوری احتمالی در آینده هم‌زمان می‌شود و از طرفی رابطه وی با کری بیشتر می‌شود. برودی و متیسون ار انفجاری که در دفتر سیا رخ می‌دهد سالم باقی می‌مانند اما رئیس سیا و تعداد زیادی از افراد دیگر کشته می‌شوند. فیلم ضبط شدهٔ برودی این بار از سوی طرفداران ابونظیر پخش می‌شود و برودی به عنوان یک خائن معرفی مگردد. برودی با کمک کری از آمریکا فرار می‌کند و در نهایت جسد ابونظیر توسط «سال» به دریا انداخته می‌شود.

### فصل سوم (۲۰۱۳)
سکانسهای ابتدائی فصل سوم، شرایط پس از انفجاری رانشان می‌دهد که توسط ابونظیر در دفتر سیا صورت گرفته‌است. کری متیسون به خاطر دانسته‌هایش از سوی کنگره مورد بازخواست قرار می‌گیرد و «سال» تصمیم می‌گیرد که به نوعی وی را فدا کند تا از سیا محافظت نماید، چراکه سیا می‌دانست برودی خائن است اما اقدامی نکرده بود. «سال» قصد دارد تا از طریق انکار متیسون، وی را طعمه‌ای برای مجید جوادی (با بازی شان توب)، کسی که حامی مالی بمب‌گذار در دفتر لنگلی سازمان سیا بود، قرار دهد. بعداً به کری اطلاع می‌دهد فردی که بمب‌گذاری را طرح‌ریزی کرده هنوز در آمریکاست. خانواده برودی به خاطر عملیات منتسب به نیکلاس برودی در گذران زندگی دچار مشکل می‌شوند. در همین حال برودی در کاراکاس مخفی شده‌است. وی در اثر یک حادثه به هروئین و موارد مخدر معتاد می‌شود. «سال» وی را از زندانی که در آن محبوس است فراری داده و برای مأموریتی در نظر می‌گیرد. وی باید به ایران برود تا بتواند به بمب‌گذار اصلی نزدیک شود. وی فردی به نام «دانش اکبری» است که فرمانده سپاه پاسداران انقلاب اسلامی می‌باشد. منظور طرح وی از نزدیک شدن به اکبری قتل وی به‌دست برودی است. بعد از سلسله جریاناتی، برودی به اکبری نزدیک می‌شود و مدعی می‌شود اطلاعات ارزشمندی ی از احتمال وقوع حوادثی مهم دارد و در طی ملاقاتش با اکبری وی را به قتل می‌رساند. متیسون به برودی کمک می‌کند که از محل حادثه بگریزد. اما براساس یک دستور مستقیم از سوی رئیس‌جمهور آمریکا و برای افزایش شانس جوادی برای ارتقاء در سازمان، برودی خود را به سپاه تسلیم می‌کند و در نهایت اعدام می‌شود. در انتهای این فصل کری متیسون از سوی سازمان سیا به عنوان رئیسِ دفترِ ترکیه سیا منصوب می‌شود.

### فصل ۴ (۲۰۱۴)
فصل چهارم این مجموعه از مکانی در افغانستان و پاکستان آغاز می‌شود. کری به عنوان رئیس ایستگاه سیا در کابل، افغانستان و بعداً در اسلام‌آباد پاکستان مشغول به کار است. وی مسئول نظارت بر حمله یک هواپیمای بدون سرنشین به محلی مشکوک به حضور مغز متفکر تروریستی، حسام حقانی است. کری در تلاش برای ردیابی حقانی، برادرزاده جوان حسام حقانی را جذب می‌کند. اطلاعاتی که توسط سفارت آمریکایی ناراضی به پاکستانی‌ها ارائه می‌شود منجر به نتایج فاجعه آمیز می‌شود. این فصل از ۵ اکتبر ۲۰۱۴ آغاز گردید.

### فصل ۵ (۲۰۱۵)
فصل پنجم مجموعه تلویزیونی دو نیم سال بعد از اتفاقات فصل چهارم می‌باشد و وقایع در کشور آلمان رخ می‌دهد.
کری شغلش را در سیا رها کرده‌است و به صورت خصوصی برای یک بنیاد خیریه کار می‌کند.
رفته رفته داستان شکل جدیدی به خود می‌گیرد و نقشه قتل کری کشیده می‌شود اما این کار ناتمام می‌ماند در پی این اتفاق کری متوجه نفوذ روسیه به سازمان سیا می‌شود و تلاش می‌کند این داستان را فاش کند اما با مشکلات متعددی مواجه می‌شود
در ادامه این فصل پیتر کویین پس از نفوذ به یک شبکه تروریستی به وسیله گاز شیمیایی مورد هدف قرار می‌گیرد و در کما می‌رود اما کری با هشیاری برلین را از این حادثه نجات می‌دهد

### فصل ۶ (۲۰۱۷)
فصل ششم در ۱۲ قسمت با تمرکز به زندگی کری متیسون نوشته شده‌است. به آمریکا بازگشته و در بروکلین نیویورک مستقر است. او در بنیادی کار می‌کند که می‌کوشد شرایط زندگی مسلمانان در آمریکا را بهبود ببخشد. در ادامه ابن فصل شاهد انتخابات ریاست جمهوری خواهیم بود که در دو روز انتخابات و روز تحلیف ریاست جمهوری روایت می‌شود. این فصل همچنین به موضوع برجام (برنامه جامع اقدم مشترک) می‌پردازد.

### فصل ۷ (۲۰۱۸)
کری متیسون شغلش را در کاخ سفید ترک کرده و به واشینگتن برمی‌گردد تا با مگی، خواهرش زندگی کند. برنسون که به زندان افتاده، پیشنهاد استخدام به عنوان مشاور امنیت ملی رئیس‌جمهور را می‌پذیرد و با رئیس‌جمهور کین، بر سر آزادی ۲۰۰ نفر از اعضای جامعه اطلاعاتی آمریکا که در فصل قبل، به دستور کین دستگیر و زندانی شده‌اند، به توافق می‌رسد.

### فصل ۸ (۲۰۲۰)
سال، مشاور مشاور امنیت ملی رئیس‌جمهور وارنر، برای مشارکت در مذاکرات صلح با حسام حقانی به افغانستان اعزام می‌شود. او به کری، که در حال سپری کردن دوران نقاهت و بهبودی پس از آزاد شدن از زندان امنیتی روسیه است، نیاز به کمک دارد. کری به افغانستان رفته و بنا به پیشنهاد او برای پراهمیت جلوه دادن و تحت تأثیر قراردادن جامعه جهانی رئیس‌جمهور وارنر به افغانستان می‌آید. وارنر و رئیس‌جمهور افغانستان در یک پایگاه آمریکایی دیدار می‌کنند و برای شرکت در مراسم عقد صلح در کاخ ریاست جمهوری افغانستان سوار بالگرد می‌شوند تا به کابل بروند. بالگرد حامل دو رئیس‌جمهور سقوط می‌کند و هر دو رئیس‌جمهور کشته می‌شوند. با خیانت دولت پاکستان و تسنیم و حمایت آنها از پسر حسام حقانی، طالبان و پسر حسام حقانی برای جلوگیری از صلح طالبان و دو کشور افغانستان و آمریکا مسئولیت حمله به بالگرد را بعهده می‌گیرند. با توجه به شواهدی کری متیسون متوجه می‌شود که سقوط بالگرد بر اثر نقص فنی بوده نه ساقط کردن توسط طالبان. در طول مجموعه تلویزیونی کری می‌کوشد تا از طریق دستیابی به جعبه سیاه بالگرد مانع جنگ شروع بین آمریکا و پاکستان که موشک‌های اتمی خود را به حالت آماده باش درآورده است شود.

## بازیگران

کلر دینز شخصیت اصلی مجموعه تلویزیونی کری متیسون

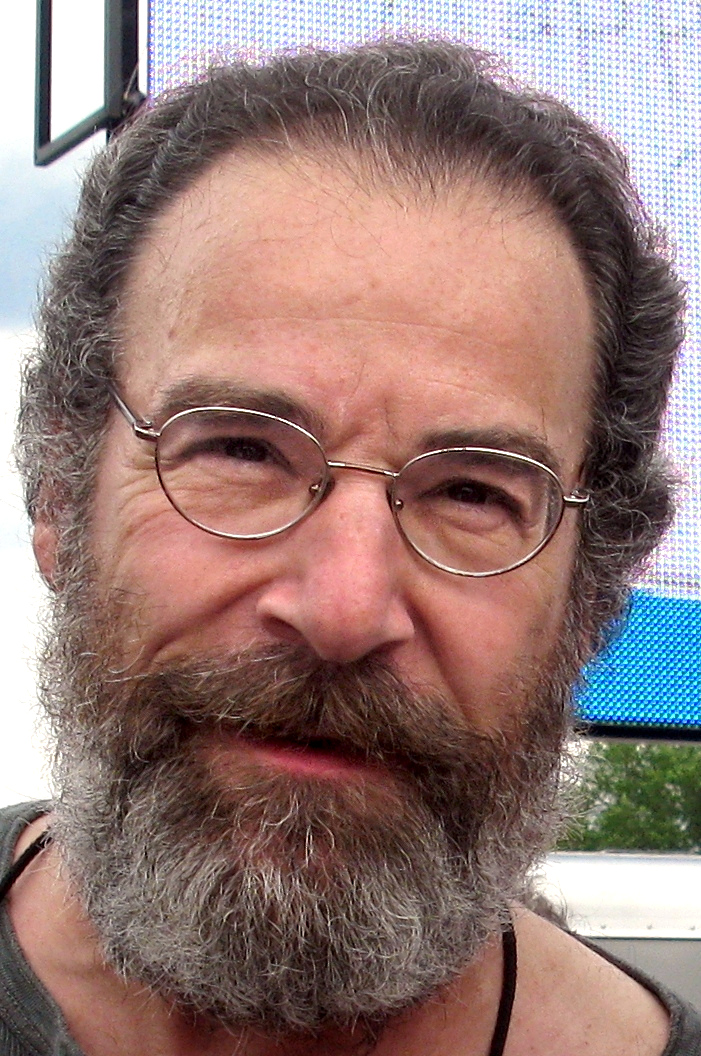
مندی پتینکین در نقش سال برنسون

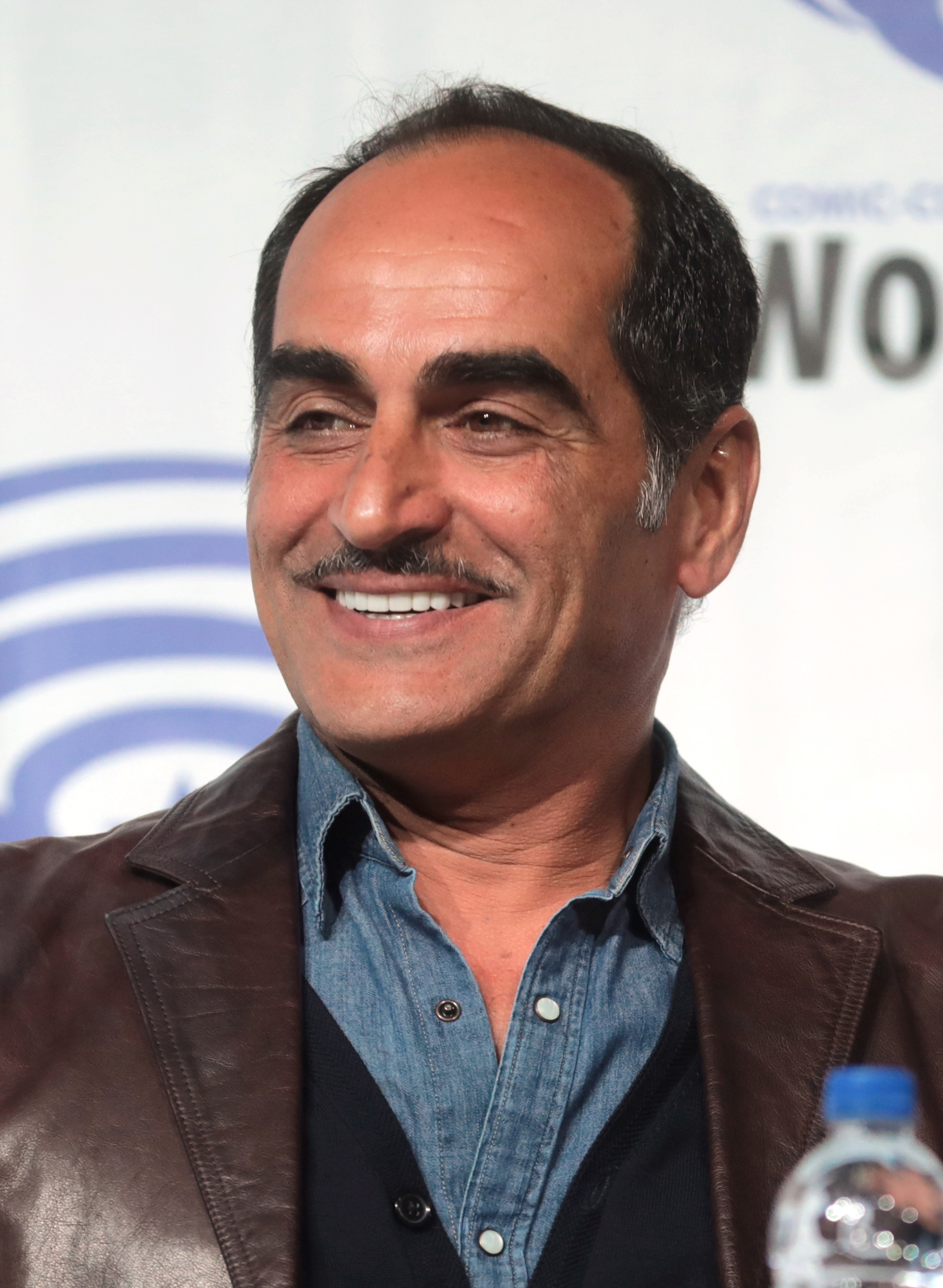
نوید نگهبان در نقش ابونظیر

### بازیگران اصلی
- کلر دینز در نقش کری متیسون، افسر عملیاتی سیا در مرکز ضد تروریسم.
- مندی پتینکین در نقش «سال برنسون»، رئیس بخش خاورمیانهٔ سازمان اطلاعات مرکزی. وی رئیس سابق کری و راهنمای وی بوده‌است.
- روپرت فرند (فصل‌های ۲–۳) در نقش پیتر کویین، تحلیلگر سیا
- موری استرلینگ در نقش مکس پیوتروفسکی، برادر ویرژیل و یک متخصص کامپیوتر و دوربینهای نظارتی و شنود که اغلب با کری کار می‌کند (نقش کوتاه در فصل‌های ۱–۴ و ۶، اصلی در فصل‌های ۷ و ۸).
- اف. موری آبراهام در نقش «دار ادال»، یک متخصص سازمان سازمان اطلاعات مرکزی (نقش کوتاه فصل‌های ۲ و ۴، فصل‌های ۳ و ۵ و ۶ و بازیگر مهمان در فصل ۷).
- دیمین لوئیس در نقش نیکلاس برودی، گروهبان نیروی دریایی ایالات متحده آمریکا، که در طی عملیات نیروی دلتا و بعد از تحمل هشت سال اسارت توسط القاعده آزاد شده‌است.
- مورنا باکارین در نقش جسیکا، همسر نیکلاس برودی.
- جکسون پیس در نقش کریس برودی، فرزند نیکلاس برودی.
- مورگان سِـیلـِر در نقش دینا برودی، فرزند نیکلاس برودی.
- دیگو کِلَـتِنهاف (فصل ۱–۲ با حضور میهمان در ۳) در نقش مایک فابر، سرهنگ نیروی دریایی ارتش آمریکا. وی دوست نزدیک برودی تا قبل از اسارت است که بعد از اسارت او و با این تصور که برودی مرده‌است با خانوادهٔ برودی رابطهٔ نزدیک پیدا کردو با همسرش ارتباط عاشقانه برقرار می‌سازد.
- الیزابت مارول در نقش الیزابت کین، سناتور میانسال از نیویورک، رئیس‌جمهور منتخب ایالات متحده آمریکا (فصل ۶ و ۷).
- دیوید هیروود (فصل ۱–۲) در نقش دیوید استس، فرماندهٔ مرکز ضدتروریسم سیا. وی رئیس مستقیم کری متیسون است.
- تریسی لتس در نقش سناتور آندرو لاکهارت، رییسِ قهارِ کمیسون (از فصل ۳)
- لاینس روچ در نقش دیوید ولینگتون، رئیس ستاد کاخ سفید و رئیس‌جمهور کین (مهمان فصل ۶، فصل‌های ۷ تا ۸).
- دیوید مارسیانو در نقش ویرجیل (فرعی در ۱ و اصلی ۲ و۳) عنوان کمکِ کری متیسون در نظارت بر نیکلاس برودی.
- ساریتا چودری (میهمان در فصل ۱–۲ و اصلی در ۳) در نقش میرا رابینسون، همسرِ سال
- نوید نگهبان در نفش ابو نظیر، عضو بلندپایهٔ القاعده.[۱۳]
- نیمرات کائور در نقش تسنیم قریشی، عضو سازمان اطلاعات و سرویس اطلاعاتی پاکستان (کوتاه در فصل ۴ و اصلی فصل ۸).
- کوستا رونین در نقش سرهنگ یوگنی گروموف، افسر ارشد عملیات GRU روسیه (کوتاه در فصل ۷، نقش اصلی در فصل ۸).
- جیمی شریدن (فصل ۱ میهمان-در ۲ اصلی) در نقش معاون رئیس‌جمهور ایالات متحده آمریکا به نام والدن.[۱۴]
- نازنین بنیادی در نقش فرح شیرازی، یک تحلیلگر مسلمان در CIA (بازیگر فرعی فصل ۳ و بازیگر اصلی در فصل ۴).
- هراچ تیتیزیان در نقش دنی گالوز، افسر سازمان سیا از گواتمالا
- سباستیان کخ در نقش اتو دورینگ، یک خیرخواه آلمانی و رئیس کری (بازی در فصل ۵، مهمان در فصل ۶).
- نومان اکار در نقش حسام حقانی، یک هدف با اولویت بالا و رهبر طالبان (فرعی در فصل ۴ و اصلی در فصل ۸).
- نینا هوس در نقش آسترید، مأمور سازمان امنیت آلمان (فصل ۴ و ۵ و ۶).
- میراندا اتو در نقش آلیسون کار، رئیس ایستگاه برلین، که مستقیماً برای سال برنسون کار می‌کرد (فصل ۵).
- الکساندر فلینگ در نقش جوناس هالاندر، مشاور حقوقی بنیاد دورینگ و دوست پسر کری (فصل ۵).
- سارا سوکولوویچ در نقش لورا ساتون، روزنامه‌نگار آمریکایی در برلین، که برای بنیاد دورینگ کار می‌کرد (فصل ۵).
- جیک وبر در نقش برت اوکیف، شخصیت رسانه ای جناح راست (فرعی در فصل ۶، اصلی در فصل ۷).
- مورگان اسپکتور در نقش دانته آلن، دوست قدیمی کری که به جستجوی صدها نفر از رئیس‌جمهور کین دست می‌دهد (فصل ۷).
- شان توب در نقش مجید جوادی نفر دوم در وزارت اطلاعات جمهوری اسلامی ایران (فصل ۳ و ۶)
- پرویز صیاد در نقشی کوتاه به عنوان پدر فرح شیرازی (فصل ۳).
- امیر اریسن در نقش فرید بن عباد، از خاندان سلطنتی پادشاهی عربستان سعودی.[۱۴]
- بریانا براون در نقش لین رید، از دوستان فرید بن عباد.[۱۵]
- کریس چاک در نقش تام واکر، سرباز سابق نیروی دریایی ایلات متحده که همراه برودی اسر القاعده بود
- ایمی هارگریوس در نقش مگی متیسون، خواهر و پزشک کری
- موری استرلینگ در نقش ماکس، دستیار برادر ویرژیل یاری دهنده ویرژیل و کری
- تیلور کواسکی در نقش زَندِر، دوست دینا
- جیمز ربهورن در نقش فرانک متیسون، پدر کری
- زلیخا رابینسون در نقش رؤیا حَمَد، واسط ابونظیر

## تولید

### تاریخچه گسترش
داستان فیلم براساس داستان جدعون راف، که کارگردان مجموعهٔ اسراییلی اسیران جنگی نیز شناخته می‌شود، توسعه داده شد. این کار اوایل سال ۲۰۱۰ توسط الکس گانسا و هاوارد گوردون آغاز شد. شوتایم قسمت اول مجموعهٔ هوملند در ۱۹ سپتامبر ۲۰۱۰، را به عنوان اولین کار دیوید نِـوینس به عنوان مدیرعامل جدید شوتایم سفارش داده‌شد. هاوارد گوردون، الکس گانسا، گیدئون راف قسمت اول، پایلوت، را با همکاری یکدیگر نوشتند و مایکل کوئستا آن را کارگردانی نمود. گوردون، راف و گانسا به همراه آوی نیر و ران تلم تهیه‌کنندگان مجموعه تلویزیونی بودند.
در ۷ آوریل ۲۰۱۱، شوتایم به ساخت این مجموعه با ۱۲ قسمت چراغ سبز نشان داد. همچنین اعلام شد که ممکن است چیپ جوهانسن نیز به گروه تهیه‌کنندگان اضافه شود. مایکل کوئستا نیز که کارگردانی قسمت پایلوت را برعهده داشت نیز به گروه تهیه‌کنندگان پیوست.
در ۲۱ ژوئیه ۲۰۱۱(۳۰ تیرماه ۱۳۹۰)، در کنفرانس کامیک-کان سن دیگو، شبکهٔ شوتایم اعلام نمود که هوملند از دوم اکتبر ۲۰۱۱ نمایش داده خواهدشد. همچنین اعلام شد که اسامی مجموعه با بازی کلید دانس و دمین لوییس به کری متیسون و نیکلاس برودی تغییر کرده‌است.

## نقش‌آفرینی
اسامی نقش‌آفرینان در این مجموعه در نوامبر ۲۰۱۰(آبان ۱۳۸۹) اعلام شد که طی آن کلر دینز اولین فردی بود که حضورش قطعی شده‌بود. دانس، در نقش مأموری از آژانس اطلاعاتی آمریکا، سیا، است که دارای اختلالات روانی‌است.
مندی پتینکین، نفر بعدی بود که به گروه اضافه شد تا ایفاگر نقش «سال برنسون» باشد. وی فردی باهوش و دارای رفتاری سیاستمدارانه که حامی اصلی کری متیسون است و به پشتیبانی از وی در مجراهای قانونی می‌پردازد.
دیگو کِلَـتِنهاف، مورگان سِـیلـِر و جکسون پیس به عنوان آخرین بازیگران به مجموعه پیوستند. دیگو کِلَـتِنهاف نقشِ مایک فابر، دوست نزدیک برودی و سرباز سابقی را بازی می‌کرد که پس از اعلام مرگ برودی به خانواده وی نزدیک شده بود. سی‌لور نقش دختر برودی، دینا و پیس نیز نقش پسر وی، کریس را بازی می‌کرد. بعداً، جیمی شریدن و نوید نگهبان، امیر اریسن و بریانا براون به فهرست بازیگران میهمان پیوستند. «شرایدن» نقش معاون رئیس‌جمهور و «نگهبان» نقشِ «ابونظیر» ترورست خطرناک را ایفا می‌کردند.

## فهرست قسمت‌ها
| فصل | فصل     | قسمت‌ها | روز نمایش       | روز نمایش      | تاریخ انتشار دی‌وی‌دی و بلورِی | تاریخ انتشار دی‌وی‌دی و بلورِی | تاریخ انتشار دی‌وی‌دی و بلورِی |
| فصل | فصل     | قسمت‌ها | آغاز فصل        | پایان فصل      | ناحیه ۱                     | ناحیه ۲                     | ناحیه ۴                     |
| --- | ------- | ------ | --------------- | -------------- | --------------------------- | --------------------------- | --------------------------- |
|     | فصل اول | ۱۲     | ۲ اکتبر ۲۰۱۱    | ۱۸ دسامبر ۲۰۱۱ | ۲۸ اوت ۲۰۱۲                 | ۱۰ سپتامبر ۲۰۱۲             | ۱۹ سپتامبر ۲۰۱۲             |
|     | فصل دوم | ۱۲     | ۳۰ سپتامبر ۲۰۱۲ | ۱۶ دسامبر ۲۰۱۲ | ۱۰ سپتامبر ۲۰۱۳             | ۲۳ سپتامبر ۲۰۱۳             | ۱۲ سپتامبر ۲۰۱۳             |
|     | فصل سوم | ۱۲     | ۲۹ سپتامبر ۲۰۱۳ | ۱۵ دسامبر ۲۰۱۳ | —                           | —                           | —                           |

## پذیرش

### نقدها
قسمت آزمایشی (پایلوت) این مجموعه از همه سو تحسین‌ها را به سوی خود روانه ساخت و از ۱۰۰، امتیاز ۹۱ را از میان ۲۸ نقد، به‌دست‌آورد. هَـنک اِستووِر از واشینگتن پست، به قسمت نخست درجهٔ الف- را داد و عنوان کرد: «آنچه هوملند را دربرابر سایر درام‌های بعد از یازده سپتامبر برگزیده و شاخص کرده بازی بی نقص کلر دینز در نقش کَری متیسون است- به راحتی قادر قویترین بازیگر نقش اول زن در این فصل به‌دست آورده‌است» و ادامه داد «نیمهٔ پایانی قسمت اول هیجان‌انگیز بود و مرا میخ‌کوب کرد». متیو گیلبرت از بوستون گلوب گفت: «این مجموعهٔ مورد علاقه‌اش در این فصل است» و با آن درجهٔ «الف» را داد. نویسندهٔ انترتینمنت ویکلی، کن تاکر به این مجموعه درجهٔ «الف» را داد و گفت: «این جذابترین مجموعهٔ پاییزی است، تنش بخش است.». آی‌جی‌ان نیز رویکردی مثبت به این مجموعه داشت و آن را «مجموعه‌ای دست‌اول» نامید که می‌کوشد از جنگ با تروریسم بگوید. تی‌وی گاید از این مجموعه به عنوان بهترین مجموعهٔ تلویزیونی در سال ۲۰۱۱ یاد کرد و به شدت از هنرمندی دیمین لوئیس و کلر دینز به نیکی یاد نمود. باراک اوباما در مصاحبه‌ای با مجلهٔ پیپل، «هوملند» و «امپراتوری بوردواک» را به عنوان مجموعه‌ای مورد علاقه‌اش نام برد.
قریب به اتفاق منتقدان از قسمت هفتم این مجموعه، با نام «تعطیلات»، تعریف نموده و از سازندگان و «دامین لوییس» تقدیر نموده بودند.

### بینندگان
قسمت آغازین مجموعه (پایلوت)، با نمایشش در ۲ اکتبر ۲۰۱۱، ۱٫۰۸ میلیون بیننده را جذب خود کرده که بالاترین آغاز نمایش مجموعه درام در این شبکه، طی ۸ سال اخیرش بود. این قسمت ۲٫۷۸ میلیون بیننده در مجموع به‌دست‌آورد که بینندگان برخط را نیز شامل می‌شد قسمتِ نهایی ۱٫۷ میلیون نفر بیننده داشت که به پربیننده‌ترین قسمت پایانی یک مجموعه در تاریخ شوتایم تبدیل شد بینندگانِ مجموعه در فصل دوم به قله ۲٫۳۶ میلیونی رسید که برای اولین بار برای این مجموعه از زمانِ نمایشش بود و در ۹ دسامبر ۲۰۱۲ رخ داد.
این مجموعه از شبکه ۴ انگلستان نیز پخش می‌شود. قسمتِ آغازین ۲٫۲ میلیون بیننده و قسمت نهایی ۲٫۸ میلیون بیننده را جذب خود کرد. فصل دوم دچار با ۲٫۳ میلیون بیننده در قسمت آغازین فصل و ۲٫۱ میلیون بیننده در قسمت پایانی، بخشی از بینندگان خود را نسبت به فصل اول از دست داده بود

### جوایز و نامزدی‌ها
| جوایز                                  | دسته                                                                       | فرد/افراد                                                                                                   | نتایج    |
| -------------------------------------- | -------------------------------------------------------------------------- | --- | -------- |
| جوایز انجمن صنفی نویسندگان آمریکا ۲۰۱۱ | برای بهترین فیلم‌نامه- بهترین مجموعهٔ درام ۲۰۱۱                              | هنری برومل، الکساندر کری، الکس گانسا، هاوارد گوردون، چیپ جوهانسن، جدعون راف، مردیث استیم                    | نه       |
| جوایز انجمن صنفی نویسندگان آمریکا ۲۰۱۱ | جوایز انجمن صنفی نویسندگان آمریکا برای بهترین فیلم‌نامه- بهترین مجموعه ۲۰۱۱ | هنری برومل، الکساندر کری، الکس گانسا، هاوارد گوردون، چیپ جوهانسن، جدعون راف، مردیث استیم                    | پیروز    |
| جوایز انجمن صنفی نویسندگان آمریکا ۲۰۱۱ | برای بهترین فیلم‌نامه درام اپیزودیک ۲۰۱۱                                    | هنری برومل برای «سرباز خوب»                                                                                 | پیروز    |
| شصت و نهمین مراسم گلدن گلوب            | بهترین مجموعهٔ تلویزیونی- درام                                              | — | پیروز    |
| شصت و نهمین مراسم گلدن گلوب            | بهترین بازیگر زن - در مجموعهٔ تلویزیونی درام                                | کلر دینز | پیروز    |
| شصت و نهمین مراسم گلدن گلوب            | بهترین بازیگر مرد – در مجموعهٔ تلویزیونی درام                               | دیمین لوئیس                                                                                                 | نامزدشده |
| جوایز انستیتو فیلم آمریکا ۲۰۱۱         | ۱۰ برنامه برتر تلویزیونی                                                   | — | پیروز    |
| جوایز ستلایت ۲۰۱۱                      | بهترین بازیگر –مجموعه درام تلویزیونی                                       | کلر دینز | پیروز    |
| جوایز پی‌بادی                           | —                                                                          | — | پیروز    |
| دومین جوایز منتقدان تلویزیون           | بهترین مجموعه درام                                                         | — | پیروز    |
| دومین جوایز منتقدان تلویزیون           | بهترین بازیگر زن درام                                                      | کلر دینز | پیروز    |
| دومین جوایز منتقدان تلویزیون           | بهترین بازیگر مرد درام                                                     | دیمین لوئیس                                                                                                 | نه       |
| جوایز تی‌سی‌ای                           | بهترین دست‌آورد در درام                                                     | | پیروز    |
| جوایز تی‌سی‌ای                           | بهترین برنامه جدید                                                         | -- | پیروز    |
| جوایز تی‌سی‌ای                           | بهترین دست‌آورد فردی در درام                                                | کلر دینز | نه       |
| جوایز امی ۲۰۱۲                         | بهترین برنامه درام                                                         | — | پیروز    |
| جوایز امی ۲۰۱۲                         | بهترین بازیگر اصلی مرد در مجموعه درام                                      | دیمین لوئیس                                                                                                 | پیروز    |
| جوایز امی ۲۰۱۲                         | بهترین بازیگر اصلی زن در مجموعه درام                                       | کلر دینز | پیروز    |
| جوایز امی ۲۰۱۲                         | بهترین کارگردانی در مجموعه درام                                            | مایکل کویستا، برای قسمت پایلوت                                                                              | پیروز    |
| جوایز امی ۲۰۱۲                         | بهترین نویسندگی برای مجموعه درام                                           | الکس گانسا، هاوارد گوردون، جدعون راف برای "پایلوت"                                                          | پیروز    |
| جوایز امی برای هنرهای خلاقانه ۲۰۱۲     | بهترین گروه تهیه فیلم برای مجموعه درام                                     | جونی لاوری جانسون، لیبی گلدشتاین، جودی هندرسون، کریگ فینکانون، لیسا ماء فینکاتون                            | نه       |
| جوایز امی برای هنرهای خلاقانه ۲۰۱۲     | بهترین تصویر برداری با تک دوربین برای مجموعه درام                          | جردن گلدمن، دیوید لاتوم                                                                                     | پیروز    |
| جوایز امی برای هنرهای خلاقانه ۲۰۱۲     | بهترین موسیقی متن اصلی                                                     | شان کالری                                                                                                   | نه       |
| هفتادمین مراسم گلدن گلوب               | بهترین مجموعهٔ تلویزیونی- درام                                              | — | پیروز    |
| هفتادمین مراسم گلدن گلوب               | بهترین بازیگر زن - در مجموعهٔ تلویزیونی درام                                | کلر دینز | پیروز    |
| هفتادمین مراسم گلدن گلوب               | بهترین بازیگر مرد – در مجموعهٔ تلویزیونی درام                               | دیمین لوئیس                                                                                                 | پیروز    |
| جوایز امی ۲۰۱۳                         | بهترین مجموعه درام                                                         | الکس گانسا، هاوارد گوردون، مایکل کوئستا، جدعون راف، آوری نیر، رَن تلم، چیپ جوهانسن، الکساندر کری، مایکل کلیک | نه       |
| جوایز امی ۲۰۱۳                         | بهترین بازیگر اصلی مرد در مجموعه درام                                      | دیمین لوئیس                                                                                                 | نه       |
| جوایز امی ۲۰۱۳                         | بهترین بازیگر اصلی زن در مجموعه درام                                       | کلر دینز | پیروز    |
| جوایز امی ۲۰۱۳                         | بهترین بازیگر پشتیبان مرد در مجموعه درام                                   | مندی پتینکین                                                                                                | نه       |
| جوایز امی ۲۰۱۳                         | بهترین بازیگر پشتیبانی زن در مجموعه درام                                   | مورنا باکارین                                                                                               | نه       |
| جوایز امی ۲۰۱۳                         | بهترین بازیگر میهمان در مجموعه درام                                        | روپرت فرند                                                                                                  | نه       |
| جوایز امی ۲۰۱۳                         | بهترین کارگردانی مجموعه درام                                               | لزلی لینکا گلتر                                                                                             | نه       |
| جوایز امی ۲۰۱۳                         | بهترین نویسندگی برای مجموعه درام                                           | هنری برومل                                                                                                  | پیروز    |

## پخش جهانی
| کشور                  | شبکه            | تاریخ آغاز نمایش                         |
| --------------------- | --------------- | ---------------------------------------- |
| افغانستان             | طلوع تی‌وی       | ۹ آوریل ۲۰۱۲                             |
| استرالیا              | شبکه ده         | ۲۲ ژانویه ۲۰۱۲                           |
| برزیل                 | اف اکس          | ۴ مارس ۲۰۱۲                              |
| کانادا                | سوپر چنل        | ۱ نوامبر ۲۰۱۱                            |
| کانادا                | تله کبک         | ۱۲ سپتامبر ۲۰۱۲                          |
| دانمارک               | دی‌آر۱           | ۴ ژانویه ۲۰۱۲                            |
| فرانسه                | کانال پلاس      | ۱۳ سپتامبر ۲۰۱۲                          |
| آلمان                 | پروسباستین ست   | اعلام می‌شود                              |
| یونان                 | فاکس            | ۱ اکتبر ۲۰۱۲                             |
| هنگ کنگ               | تی‌وی‌بی پرل      | ۱۶ اوت ۲۰۱۲                              |
| هند                   | استار ورلد      | اعلام می‌شود                              |
| جمهوری ایرلند         | رته             | ۱۳ ژانویه ۲۰۱۲                           |
| اسرائیل               | یس اوه          | ۱۲ ژانویه ۲۰۱۲                           |
| ایتالیا               | فاکس ایتالیا    | ۶ وریه ۲۰۱۲                              |
| ژاپن                  | فاکس کرایم ژاپن | ۱۴ جون ۲۰۱۲                              |
| کشورهای آمریکای لاتین | اف‌اکس لاتین     | ۴ مارس ۲۰۱۲                              |
| هلند                  | بی‌ان‌ان          | ۱ ژانویه ۲۰۱۲                            |
| نیوزیلند              | تی‌وی۳           | ۱۳ فوریه ۲۰۱۲ (فصل ۱) اکتبر ۲۰۱۲ (فصل ۲) |
| نروژ                  | تی‌وی۲           | ۲۱ نوامبر ۲۰۱۱                           |
| فیلیپین               | فاکس آسیا       | ۷ می ۲۰۱۲                                |
| لهستان                | فاکس            | ۱ مارس ۲۰۱۲                              |
| پرتغال                | فاکس            | January 16, 2012                         |
| روسیه                 | آی‌وی‌آی          | ۲۰۱۱                                     |
| سنگاپور               | فاکس            | ۶ آوریل ۲۰۱۲                             |
| آفریقای جنوبی         | ام-نت           | ۱۸ آوریل ۲۰۱۲                            |
| اسپانیا               | فاکس اسپانیا    | ۹ آوریل ۲۰۱۲                             |
| سوئد                  | تلویزیون سوئد   | ۲۳ نوامبر ۲۰۱۲                           |
| تایلند                | فاکس            | ۶ آوریل ۲۰۱۲                             |
| بریتانیا              | کانال ۴         | ۱۹ فوریه ۲۰۱۲                            |
| ویتنام                | استار مویز      | ۶ آوریل ۲۰۱۲                             |
| ایران                 | فارسی۱          | ۲۵ دسامبر ۲۰۱۳                           |